# 走婚
在民族社會學中，走婚或探親婚等，是指結婚後不同居，而是分居、只是暫時探望對方的一種婚姻形式，且通常是丈夫到妻子住處過夜。這種婚姻居住安排，其中配偶雙方都留在自己或家人的居住地，又被稱為 natolocal（源自拉丁語“出生地”）或 duolocal（“在兩個地方”）。
走婚是摩梭文化中普遍的一種交往和婚姻形式。 其他案例出現於多個族群文化中，其世系和繼承來自母系，例如位在印度東北部的卡西文化等。

## 起源
配偶雙方在各自出生地的當地居住，以及隨之而來的「探親式」婚姻，過去和現在主要是在母系族群文化中被發現。 在這些文化和社會中，孩子在母親及其家人的照顧下長大，他們的土地所有權保護著他們。父親在不同程度上對孩子的撫養做出貢獻，但通常對自己姐妹的孩子承擔社會父子關係，並負責照顧他們（參看舅權）。如果妻子不與丈夫同住，但丈夫仍保留其在原生家庭中的責任，則出現分居安排。
1952年，德國民族學家 Wilhelm Schmidt 主張這種婚姻形式是一種「更古老的母權（制度）」。

## 案例
類似案例也出現於印度南部的奈爾種姓族群。在印尼蘇門答臘島的米南加保族群中，過去男性一度白天起居於男性會所，晚上則睡在妻子家裡。 17世紀時，荷蘭殖民者表示這類作法出現於臺灣的西拉雅族群文化中。 北美的納瓦霍族群和易洛魁族群中被發現一度存在一種此類婚姻形式。晚近，印度東北部的卡西族以及中國摩梭族存在此類婚姻。
類似案例也存在於由父系管理繼承權的族群文化中。其中，類似做法很少長期實行，通常只是作為過渡階段的做法，直到夫妻永久住在一起，就像非洲蘇丹努爾族群的情況。過去，在日本西南海岸地區，這種情況作為一個中間階段一度普遍，直到妻子最終與她丈夫同住為止。 在中國南方的許多族群中，偶爾也出現在漢族成員中，婦女在婚禮後最初返回自己的家庭，只是暫時探望丈夫；她只有在懷孕或生下第一個孩子後，才搬去和丈夫住在一起。

## 摩梭族的案例
走婚是摩梭人的一種婚姻模式。摩梭人是母系社会，在日間，男女很少單獨相處，只會聚會上以舞蹈、歌唱的方式對意中人表達心意。男子若是对女子倾心的话，在日間約好女子後，會在半夜的时候到女子的「花樓」（摩梭成年女性的房間，獨立於祖母屋即「家屋」外），傳統上會騎馬前往，但不能於正門進入花樓，而要爬窗，再把帽子之類的物品掛在門外，表示兩人正在約會，叫其他人不要打擾。然后在天亮之前，男方必须离开，這時可由正門離開。除非已得到女方長輩承認關係，否則於天亮或女方家長輩起床後才離開，會被視為無禮。
走婚是雲南省少數民族摩梭人的習俗，摩梭人除了少數因為要增加家庭勞動人口而娶妻或招婿外，基本上不會正式結婚。走婚是情投意合的男女透過男到女家走婚，維持感情與生養下一代的方式。由於母系社會中由女性當家，因此所生下的小孩歸母家生養，生父會在滿月時公開舉辦宴席，承認彼此的血緣關係，避免發生同父亂倫。生父與子女雖不同住，但特定節日、儀式如新年、成人禮等仍有一定的禮儀，子女在新年和重要節日要拜訪生父，生父接受子女拜訪以及子女成人禮也要送禮物給子女。
男性稱女情人為「阿注」，女性稱男情人為「阿夏」。早期中國学者大多认为永宁摩梭普遍存在“群婚残迹”，如母女共夫、父子共妻、姐妹共夫、兄弟共妻，事實上，摩梭人有親戚血緣關係的男女嚴禁走婚。
走婚的男女，維繫關係的要素是愛情，沒有經濟聯繫，一旦發生感情轉淡或發現性格不合，隨時可以切斷關係，因此感情自由度較婚姻關係更純粹，但也因此男女關係較為平等，不似其他民族的婚姻關係中牽繫極為複雜的經濟社會網絡。

### 考验
文化大革命時期中國政府曾廢除過摩梭族的走婚制，強迫一夫一妻制，少數人也領有結婚證，但暗地裡仍行走婚。由于工业发展的需要，鲜水河目前正筹备修建一座大型水电站，届时大坝蓄水之后，其水位高于河谷而将该地区淹没，走婚文化可能因此滅絕。

## 中國大陸模仿案例
汉族等父系社会的婚姻习俗傳統上為固定且同居的夫妻關係，而中華人民共和國婚姻法規定为一夫一妻制的有固定婚姻。但是随着摩梭人走婚文化的曝光，近年一些老汉族情侣学习了走婚的习俗，为的是避免双方的财产争端。
据香港文汇报2007年8月27日神州新闻版A22转载《城市快报》新闻报道说，中国某地一漢族老妇欲再婚，但因为年纪问题和财产分割问题而选择与男方走婚。他们拿出固定的生活费，轮流到对方家中生活，免除财产分割的烦恼。
红娘协会指出中国真正走婚的老年人人数比例为10%左右，老年人走婚主要有两大原因：
- 避免财产分割问题。
- 迎合老年人搭伙过日子。

走婚没有得到中華人民共和國婚姻法的保护，而且非摩梭人走婚多在老年人中出现，尚未成為一種風俗。